# Jimmy Hartwig
Jimmy Hartwig (* 5. října 1954, Offenbach am Main) je bývalý německý fotbalista, defenzivní záložník. Byl nejlepším střelecem německého fotbalového poháru 1980/1981. Syn afroamerického vojáka a německé matky byl jedním z prvních hráčů afrického původu v německém a rakouském fotbale.

## Fotbalová kariéra
Začínal v týmu Kickers Offenbach, odkud odešel na hostování do druholigového týmu VfL Osnabrück. V letech 1974-1978 hrál za TSV 1860 München, se kterým postoupil do bundesligy. Po jedné bundesligové sezóně v Mnichově přestoupil do Hamburger SV, se kterým získal 3 mistrovské tituly. Dále hrál za 1. FC Köln, na hostování ve druhé rakouské lize za SV Austria Salzburg a kariéru ukončil v bundesligovém týmu FC 08 Homburg. V bundeslize nastoupil ve 244 ligových a dal 63 gólů. V Poháru mistrů evropských zemí nastoupil v 16 utkáních a dal 3 góly a v Poháru UEFA nastoupil ve 26 utkáních a dal 4 góly. V Superpoháru UEFA nastoupil ve 2 utkáních. V Interkontinentálním poháru nastoupil v 1 utkání. Za západoněmeckou reprezentaci nastoupil v roce 1979 ve 2 utkáních.

## Ligová bilance
| Ročník                                    | Zápasy | Góly | Klub                |
| ----------------------------------------- | ------ | ---- | ------------------- |
| 2. německá fotbalová Bundesliga 1973/1974 | 29     | 8    | VfL Osnabrück       |
| 2. německá fotbalová Bundesliga 1974/1975 | 16     | 1    | TSV 1860 München    |
| 2. německá fotbalová Bundesliga 1975/1976 | 33     | 10   | TSV 1860 München    |
| 2. německá fotbalová Bundesliga 1976/1977 | 38     | 9    | TSV 1860 München    |
| Německá fotbalová Bundesliga 1977/1978    | 34     | 6    | TSV 1860 München    |
| Německá fotbalová Bundesliga 1978/1979    | 34     | 10   | Hamburger SV        |
| Německá fotbalová Bundesliga 1979/1980    | 29     | 9    | Hamburger SV        |
| Německá fotbalová Bundesliga 1980/1981    | 27     | 7    | Hamburger SV        |
| Německá fotbalová Bundesliga 1981/1982    | 31     | 14   | Hamburger SV        |
| Německá fotbalová Bundesliga 1982/1983    | 31     | 6    | Hamburger SV        |
| Německá fotbalová Bundesliga 1983/1984    | 30     | 6    | Hamburger SV        |
| Německá fotbalová Bundesliga 1984/1985    | 20     | 5    | 1. FC Köln          |
| Německá fotbalová Bundesliga 1985/1986    | 4      | 0    | 1. FC Köln          |
| 2. rakouská liga 1985/1986                | 15     | 2    | SV Austria Salzburg |
| Německá fotbalová Bundesliga 1986/1987    | 2      | 0    | FC 08 Homburg       |
| Německá fotbalová Bundesliga 1987/1988    | 2      | 0    | FC 08 Homburg       |
| CELKEM Německá fotbalová Bundesliga       | 244    | 63   |                     |